# Pauline Konga
Pauline Konga (Kenia, 10 de abril de 1970) es una atleta keniana retirada, especializada en la prueba de 5000 m en la que llegó a ser subcampeona olímpica en 1996.

## Carrera deportiva
En los JJ. OO. de Atlanta 1996 ganó la medalla de plata en los 5000 metros, con un tiempo de 15:03.49 segundos, llegando a meta tras la china Wang Junxia y por delante de la italiana Roberta Brunet (bronce).